# Lmtp
Il Local Mail Transfer Protocol (LMTP) è un protocollo derivato di ESMTP, a sua volta estensione del Simple Mail Transfer Protocol (SMTP). È definito nella RFC 2033. LMTP è progettato come alternativa al normale SMTP per le situazioni in cui il lato ricevente non ha una coda di posta, come ad esempio un server di archiviazione della posta che funge da Mail Delivery Agent (MDA).

## Descrizione
Le code di posta sono un requisito intrinseco dell'SMTP. LMTP è consigliabile in situazioni in cui le code di posta non sono possibili, dal momento che un server di archiviazione di posta dovrebbe gestire solo il suo archivio di posta senza dover allocare più spazio per una coda di posta. Questo non è possibile con SMTP quando ci sono più destinatari per un messaggio di posta elettronica. L'SMTP può solo indicare la consegna o il fallimento di tutti o nessuno dei destinatari, creando la necessità di una coda separata per gestire i destinatari falliti.
LMTP, d'altra parte, può indicare al client il successo o il fallimento per ogni destinatario, permettendo al stesso client di gestire invece la coda. In questo caso, il client sarebbe in genere un gateway di posta rivolto verso Internet. LMTP non è destinato all'uso su reti ad ampio raggio. In altre parole, l'agente di trasferimento dei messaggi (Message transfer agent) gestisce ancora tutta la posta in uscita, compreso il flusso di posta dall'LMTP a un altro server di posta situato in qualche luogo su Internet.
LMTP è un protocollo Application Layer del protocollo Internet Protocol Suite. Può utilizzare un trasporto Transmission Control Protocol (TCP) come SMTP, ma non deve utilizzare la porta numero 25, la porta standard per SMTP. Generalmente si sceglie di usare la porta 24 che è comune tra alcune applicazioni server di posta.

## Differenze da ESMTP
La sintassi di conversazione LMTP si basa sugli stessi comandi dell'SMTP Esteso con le seguenti eccezioni:
- Il verbo EHLO di ESMTP è sostituito con LHLO;
- L'ESMTP richiede un unico stato per l'intero corpo del messaggio. LMTP richiede una risposta per ogni comando RCPT precedentemente riuscito. Cioè, nel caso di destinatari multipli, dopo che il corpo del messaggio è stato trasmesso, l'LMTP può ancora non raggiungere alcuni destinatari mentre va a buon fine per gli altri. Con questa funzione, l'LMTP può fallire se un utente supera la quota, senza che sia necessario generare messaggi Bounce.

La differenza principale è che LMTP rifiuterà un messaggio se non è immediatamente consegnabile alla destinazione finale. Questo elimina la necessità di una coda di posta elettronica. Per questo motivo, LMTP non viene eseguito sulla porta TCP standard di SMTP.